# 浅齿楼梯草
浅齿楼梯草（学名：Elatostema crenatum）为荨麻科楼梯草属的植物，是中国的特有植物。分布在中国大陆的云南等地，生长于海拔280米的地区，常生于山谷密林下和溪边，目前尚未由人工引种栽培。